# NGC 4183
NGC 4183 (другие обозначения — UGC 7222, MCG 7-25-51, ZWG 215.53, FGC 1386, PGC 38988) — спиральная галактика (Sc) в созвездии Гончие Псы, находящаяся на расстоянии 16,7(1,4) Мпк.
Этот объект входит в число перечисленных в оригинальной редакции «Нового общего каталога».
Диаметр галактики около 80 тыс. св. лет (немного меньше нашей Галактики), она повёрнута к нам ребром, поэтому спиральная структура не просматривается. Входит в южную часть Группы Большой Медведицы — относительно близкой к нам группы галактик, состоящей из южной и северной подгрупп. Удаляется от Солнца со скоростью 930(1) км/с.
30 октября 1968 года в галактике наблюдалась неподтверждённая вспышка сверхновой SN 1968U с максимальным визуальным блеском 14,50m. В диске наблюдаются области ионизованного водорода и пылевые облака.
Галактика NGC 4183 входит в состав группы галактик NGC 4051. Помимо NGC 4183 в группу также входят ещё 19 галактик.